# Équipe de Sealand de football
L'équipe de football de Sealand est une sélection non reconnue internationalement, tout comme la principauté de Sealand.
Elle fut membre de la Confédération des nouvelles fédérations européennes (CNFE) et de la NF-Board de 2006 à 2013. Sealand n'a jamais participé à la VIVA World Cup. En 2017 la ConIFA a rejeté la demande d'adhésion de la Sealand FA.

## Historique
L'Association nationale de football de Sealand (NSFA) est créée en mai 2003 par le Danois Ed Olsen, entraîneur d'une équipe de vétérans d'Aalborg, le Vestbjerg Vintage Idrætsforening. En 2004, la sélection, constituée par des joueurs de ce club, joue son premier match contre les îles Åland, les deux équipes se séparent sur un match nul deux buts partout. L'absence d'argent met en pause l'activité de la sélection.
Le 23 décembre 2009, l'écrivain écossais Neil Forsyth, est nommé directeur de la NSFA et l'équipe est relancée. L'équipe affronte en février 2012 les îles Chagos et s'incline trois buts à un à Godalming. Pour cette rencontre, le Sealand comprenait dans ses rangs l'ancien défenseur de Bolton Wanderers Simon Charlton et l'acteur Ralf Little (en),,. La même année, le 25 août, l'équipe affronte Alderney à l'extérieur. Après un match nul un but partout, les locaux l'emportent lors de la séance de penalties. Le 9 mars 2013, Sealand remporte son premier match en battant Alderney, deux buts à un, à Godalming.
Sealand dispute le Tynwald Hill Tournament sur l'île de Man en juillet 2013. Après deux défaites, cinq buts à trois face au Tamil Eelam, et huit buts à zéro face aux futurs vainqueurs l'Occitanie, Sealand termine son tournoi à la cinquième place en battant de nouveau Alderney deux buts à un.
En février 2014, Sealand enregistre sa plus large victoire en battant les îles Chagos quatre buts à deux. Sealand réalise sa première tournée européenne en août 2014. L'équipe s'impose sur le score de six buts à un face à Raetia avec quatre buts de Dan Hughes puis s'impose trois buts à deux sur Seborga à Ospedaletti en Italie.

## Rencontres

### Matches internationaux
| No | Date             | Lieu                     | Sealand | Adversaire                     | Score       | Compétition                  | Rapport      |
| -- | ---------------- | ------------------------ | ------- | ------------------------------ | ----------- | ---------------------------- | ------------ |
| 1  | 15 mai 2004      | Åland                    | Sealand | Åland                          | N 2-2       | A.                           | [ (Rapport)] |
| 2  | 9 mai 2012       | Godalming, Angleterre    | Sealand | Archipel des Chagos            | P 1-3       | A.                           | (Rapport)    |
| 3  | 25 août 2012     | Aurigny                  | Sealand | Aurigny                        | P 1-1 (5-4) | Coupe Bavaria 2012           | (Rapport)    |
| 4  | 8 mars 2013      | Godalming, Angleterre    | Sealand | Aurigny                        | V 2-1       | A.                           | [ (Rapport)] |
| 5  | 4 juillet 2013   | Saint John's, Île de Man | Sealand | Tamouls                        | P 3-5       | Tynwald Hill Tournament 2013 | (Rapport)    |
| 6  | 5 juillet 2013   | Saint John's, Île de Man | Sealand | Occitanie                      | P 0-8       | Tynwald Hill Tournament 2013 | (Rapport)    |
| 7  | 7 juillet 2013   | Saint John's, Île de Man | Sealand | Aurigny                        | V 2-1       | Tynwald Hill Tournament 2013 | (Rapport)    |
| 8  | 23 février 2014  | Godalming, Angleterre    | Sealand | Archipel des Chagos            | V 4-2       | A.                           | (Rapport)    |
| 9  | 14 mars 2014     | Angleterre               | Sealand | Fleet Spurs F.C. (en)          | V 2-1       | A.                           | [ (Rapport)] |
| 10 | 5 mai 2014       | Crawley, Angleterre      | Sealand | Archipel des Chagos            | N 1-1 (2-4) | A.                           | (Rapport)    |
| 11 | 17 mai 2014      | Tottenham, Angleterre    | Sealand | Somaliland                     | N 2-2       | A.                           | [ (Rapport)] |
| 12 | 19 juillet 2014  | Sutton, Angleterre       | Sealand | Sutton Common Rovers F.C. (en) | P 1-2       | A.                           | (Rapport)    |
| 13 | 9 août 2014      | Coire, Suisse            | Sealand | Rhétie                         | V 6-1       | A.                           | [ (Rapport)] |
| 14 | 10 août 2014     | Ospedaletti, Italie      | Sealand | Seborga                        | V 3-2       | Trophée Giorgio 1er 2014     | (Rapport)    |
| 15 | 21 décembre 2014 | Smethwick, Angleterre    | Sealand | Pendjab                        | P 1-4       | A.                           | (Rapport)    |

| Score : - V = Match gagné - N = Match nul - P = Match perdu | Compétition : - A. = Match amical - C. = Compétition |

### Équipes rencontrées
| Adversaire                | Joués | Victoires | Matchs nuls | Défaites | Buts pour | Buts contre |
| ------------------------- | ----- | --------- | ----------- | -------- | --------- | ----------- |
| Aurigny                   | 3     | 2         | 1           | 0        | 5         | 3           |
| Archipel des Chagos       | 3     | 1         | 1           | 1        | 6         | 6           |
| Occitanie                 | 1     | 0         | 0           | 1        | 0         | 8           |
| Åland                     | 1     | 0         | 1           | 0        | 2         | 2           |
| Tamouls                   | 1     | 0         | 0           | 1        | 3         | 5           |
| Somaliland                | 1     | 0         | 1           | 0        | 2         | 2           |
| Rhétie                    | 1     | 1         | 0           | 0        | 6         | 1           |
| Seborga                   | 1     | 1         | 0           | 0        | 3         | 2           |
| Pendjab                   | 1     | 0         | 0           | 1        | 1         | 4           |
| Fleet Spurs F.C.          | 1     | 1         | 0           | 0        | 2         | 1           |
| Sutton Common Rovers F.C. | 1     | 0         | 0           | 1        | 1         | 2           |
| Total                     | 15    | 6         | 4           | 5        | 31        | 36          |

## Parcours dans les compétitions internationales
Coupe Bavaria
| Année | Lieu    | Position | Match | Victoire | Nul | Défaite | but marqué | but encaissé |
| ----- | ------- | -------- | ----- | -------- | --- | ------- | ---------- | ------------ |
| 2012  | Aurigny | 1er      | 1     | 0        | 1   | 0       | 1 (5)      | 1 (4)        |

Tynwald Hill Tournament
| Année | Lieu       | Position | Match | Victoire | Nul | Défaite | but marqué | but encaissé |
| ----- | ---------- | -------- | ----- | -------- | --- | ------- | ---------- | ------------ |
| 2013  | Île de Man | 5e       | 3     | 1        | 0   | 2       | 5          | 14           |

Trophée Giorgio 1er
| Année | Lieu   | Position | Match | Victoire | Nul | Défaite | but marqué | but encaissé |
| ----- | ------ | -------- | ----- | -------- | --- | ------- | ---------- | ------------ |
| 2014  | Italie | 1er      | 1     | 1        | 0   | 0       | 3          | 2            |

Southern Frontier Cup
| Année | Lieu       | Position | Match | Victoire | Nul | Défaite | but marqué | but encaissé |
| ----- | ---------- | -------- | ----- | -------- | --- | ------- | ---------- | ------------ |
| 2020  | Angleterre |          |       |          |     |         |            |              |

## Personnalités

### Sélectionneurs
| Sélectionneur   | Période   | Matchs | Gagnés | Nuls | Perdus | Gagnés % |
| --------------- | --------- | ------ | ------ | ---- | ------ | -------- |
| Christian Olsen | 2003-2006 | 1      | 0      | 1    | 0      | 0        |
| Neil Forsyth    | 2009-2013 | 3      | 1      | 1    | 1      | 33,33    |
| Julian Dicks    | 2013      | 3      | 1      | 0    | 2      | 33,33    |
| Ed Stubbs       | 2013-2017 | 8      | 4      | 2    | 2      | 50       |
| Totals          | Totals    | 15     | 6      | 4    | 5      | 40       |

### Directeurs de la Sealand National Football Association
| N° | Nom               | Période   |
| -- | ----------------- | --------- |
| 1  | Ed Olsen          | 2003-2009 |
| 2  | Neil Forsyth (en) | 2009-2013 |